# Filippo Cremonesi
Filippo Cremonesi (ur. 22 sierpnia 1872 w Rzymie, zm. 19 maja 1942 tamże) – włoski bankier, polityk, senator, komisarz rządowy.
Burmistrz Rzymu (26 czerwca 1922 - 2 marca 1923), komisarz specjalny miasta (2 marca 1923 - październik 1925), senator Królestwa Włoch od 19 kwietnia 1923, gubernator Rzymu (październik 1925 - 9 grudnia 1926), minister stanu od 20 kwietnia 1933

## Odznaczenia
- Kawaler Orderu Korony Włoch (1907)
- Komandor Orderu Korony Włoch (1915)
- Wielki Oficer Orderu Korony Włoch (1919)
- Kawaler Orderu Domowego pw. świętych Maurycego i Łazarza (1918)
- Komandor Orderu Domowego pw. świętych Maurycego i Łazarza (1921)
- Wielki Oficer Orderu Domowego pw. świętych Maurycego i Łazarza (1922)
- Wielka Wstęga Orderu Odrodzenia Polski (1926, Polska)[1]